# Heterostegane indularia
Heterostegane indularia là một loài bướm đêm trong họ Geometridae.